# 溝皂
溝皂，是台灣雲林縣北港鎮的一個傳統地域名稱，位於該鎮北部。相較於今日行政區，其範圍大致包括溝皂里、番溝里東部邊界地帶南段及東北部但不含北部邊界地帶、好收里東部、草湖里西部邊界地帶、劉厝里北部，以及元長鄉西莊村最西端。

## 歷史
台灣清治末期至日治初期，溝皂地區為一（舊制）街庄，稱為「溝皂庄」，隸屬於大槺榔東頂堡。該庄北與潭內庄為鄰，東與龍岩厝庄、草湖庄為鄰，南邊為新街庄，西邊為好收庄、蕃仔溝庄。
1901年（日治明治三十四年）11月，全台廢縣廳改設二十廳，該庄隸屬於斗六廳。1903年（明治三十六年）6月，該庄編入「北港區」，隸屬於斗六廳。1909年（明治四十二年）10月，合併二十廳為十二廳，北港區改隸屬於嘉義廳。1920年（大正九年），全台地方制度大改正，廢十二廳改設五州二廳，該庄改制為「溝皂」大字，隸屬於臺南州北港郡（舊制）北港街。
戰後北港街改制為北港鎮，隸屬於臺南縣，大字亦改制為里。1950年10月，雲、嘉、南分治，北港鎮改隸屬雲林縣。

## 聚落
本地區發展較早的聚落為溝皂、剦猪社（奄豬舍）等，在日治期初期的官方地圖上已有記載。

## 交通
省道台19線又稱「中央公路」，是彰化至台南永康的幹道，大致以北北東—南南西走向經過本地區東部邊界外不遠處。由該道路向北北東可前往元長鄉、省道台78線（東西向快速公路－台西古坑線）元長交流道、襃忠鄉、崙背鄉、二崙鄉西北部等地；向南南西可前往北港鎮市區、六腳鄉、朴子市、義竹鄉等地。
鄉道雲158線是番溝至西莊的道路，其東側端點（終點）位於本地區南部邊界地帶的省道台19線路口（西庄聚落南郊）。由此向西微西大致沿邊界而行，出境後經鄉道雲168線路口可前往溝皂、番子溝（番溝），並止於縣道153號轉角路口。
鄉道雲162線是口莊至府番的道路。
鄉道雲164線是草湖至府番的道路。
鄉道雲167線是溝皂至劉厝的道路。
鄉道雲168線是口莊至崙仔的道路，大致以西南—東北走向轉西南微西—東北微東走向蜿蜒經過本地區，並於省道台19線相會且共線約50公尺。由該道路向西南可前往溝皂地區南部、好收地區的口庄（口莊）聚落並止於縣道155號路口；向東北微東轉東南東可前往頂寮與下寮交界地帶、下寮地區東北部、內寮，並止於縣道145甲線路口（崙仔聚落北郊）。

## 學校
- 東榮國小